# Buruieniș
Buruieniș – wieś w Rumunii, w okręgu Bacău, w gminie Brusturoasa. W 2011 roku liczyła 206 mieszkańców.